# Chiesa di San Siro (Lomazzo)
La chiesa prepositurale di San Siro Vescovo (più spesso conosciuta semplicemente come San Siro e talvolta indicata come Lomazzo di Sotto) è un edificio religioso di Lomazzo, sede di una delle due parrocchie che compongono attualmente la comunità pastorale di Lomazzo insieme alla parrocchia di San Vito.

## Storia

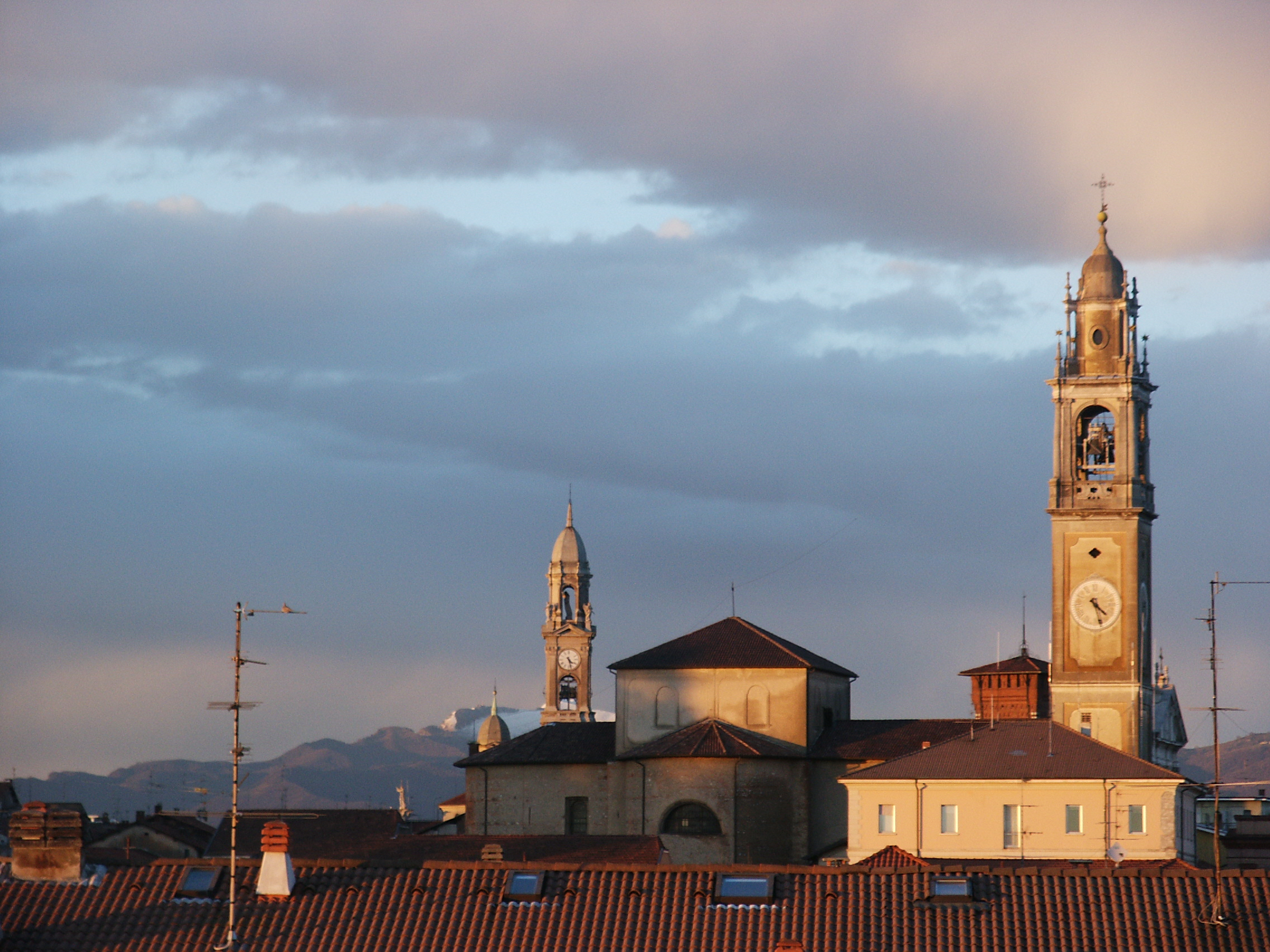
Lomazzo, panorama con le chiese di San Siro e San Vito

La fondazione della chiesa dedicata a San Siro di Pavia è antichissima.
Per oltre 1500 anni, dall'alto medioevo sino alla seconda metà del Novecento, il paese di Lomazzo risultò terra di confine, diviso esattamente a metà fra i territori milanesi e comaschi: infatti, i due lati della strada principale del paese appartenevano uno a Como, l'altro a Milano. Delle due chiese, San Siro era comasca e di rito romano, l'altra milanese e ambrosiana.
Nel 1170 viene confermata l'appartenenza della chiesa di San Siro alla diocesi di Como e della chiesa di San Vito in Lomazzo all'arcidiocesi di Milano.
Nel 1282 il vescovo Giovanni degli Avvocati nello spazio antistante la chiesa compì il rito della scomunica dei Rusca, per gli atti di sacrilegio e profanazione delle chiese di Como compiuti da Loterio Rusca nel 1276.
La scomunica lanciata sui Rusca, signori di Como, venne rimessa solo quattro anni più tardi, nell'occasione di un altro avvenimento accaduto sempre a Lomazzo, la pace di Lomazzo fra le città di Como e Milano.
Alla fine del medioevo, San Siro in Lomazzo fu una delle prime comunità a rendersi indipendente all'interno della pieve di Fino e ad assumere il rango di parrocchia, mentre nel Seicento al titolo di parrocchia si somma quello di prepositura, che distingueva il parroco di San Siro per l'utilizzo delle insegne di ferula e cappa magna nelle cerimonie religiose più solenni.
Nel 1629 accanto alla vecchia chiesa venne aggiunta la cappella dedicata a San Giuseppe, riservata alle funzioni religiose della Confraternita del SS.mo Sacramento.

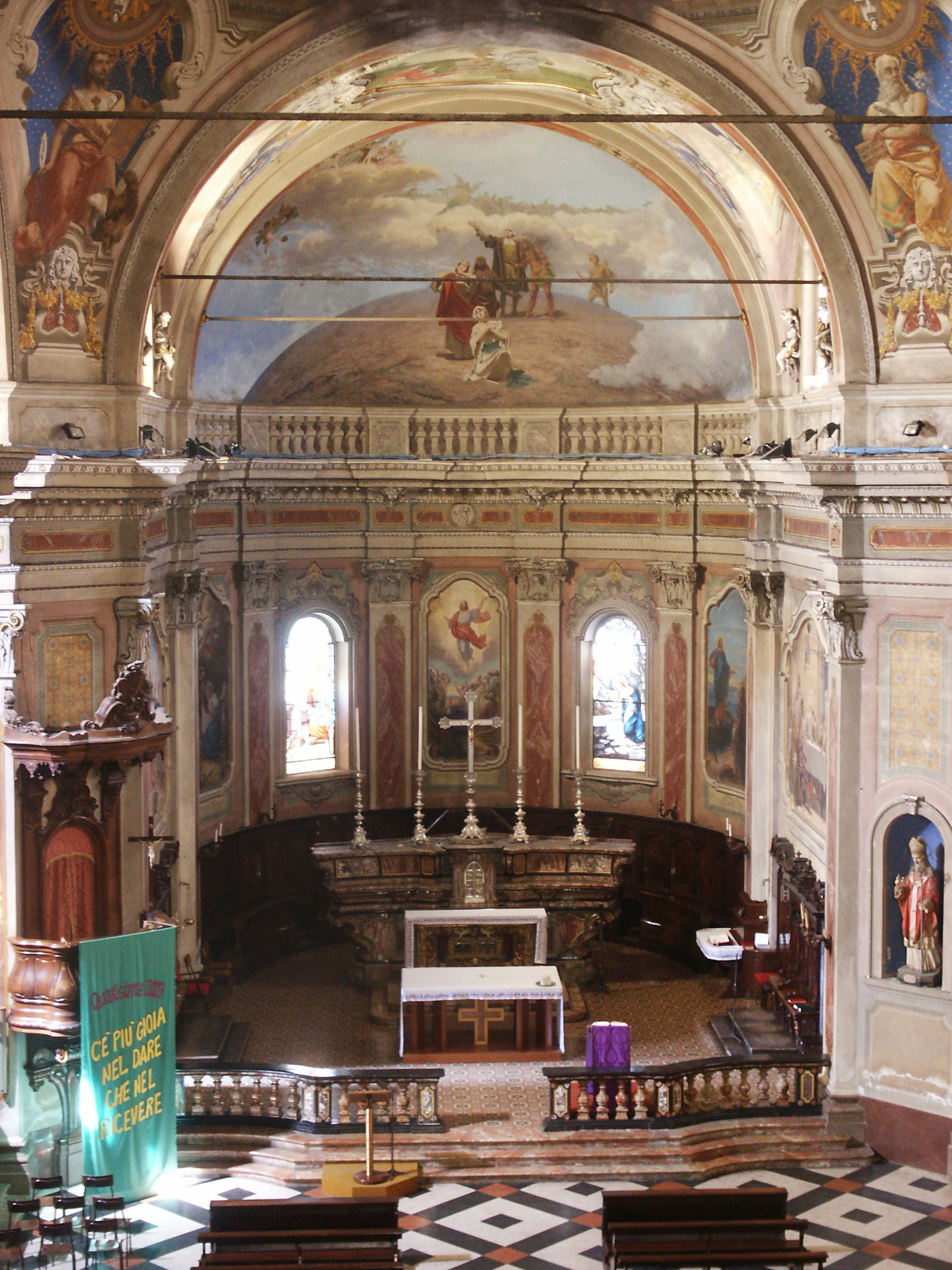
Chiesa di San Siro in Lomazzo - Presbiterio - Nella volta dell'abside si nota l'affresco nel quale sono raffigurati i cinque continenti che convergono insieme alla Beata Vergine nell'adorazione a Dio

Nel Seicento, con la scoperta di nuove sezioni delle catacombe romane, i corpi dei martiri cristiani dei primi secoli vennero traslati nelle principali chiese di Roma e in alcune importanti chiese della cristianità. Alla chiesa di San Siro in Lomazzo venne affidata la custodia delle spoglie del santo martire Epifanio, raccolte in una teca insieme al'iscrizione e all'ampolla nella quale nei primi secoli i cristiani raccoglievano la terra con le tracce del sangue del martirio. La teca lignea con le ossa del santo martire venne posta all'interno di una teca più grande di legno dorato, collocata sotto l'altare maggiore.

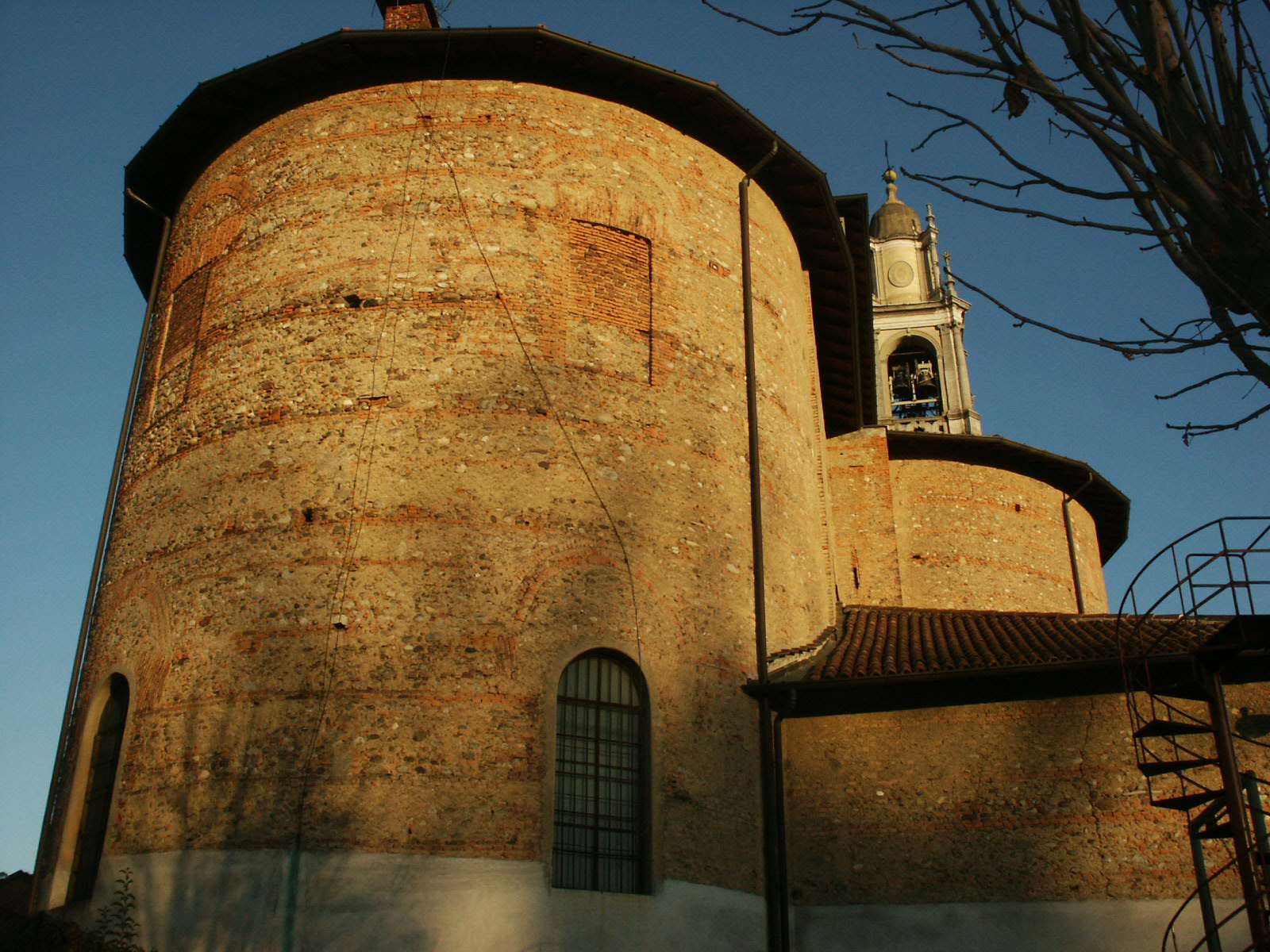
Chiesa di San Siro in Lomazzo - abside

Nel 1732 a seguito del crollo del campanile, che danneggiò la navata maggiore, si decise la ricostruzione della chiesa in stile barocco. La nuova chiesa comprendeva le attuali prime tre cappelle, quindi vi era un piccolo transetto e l'abside.

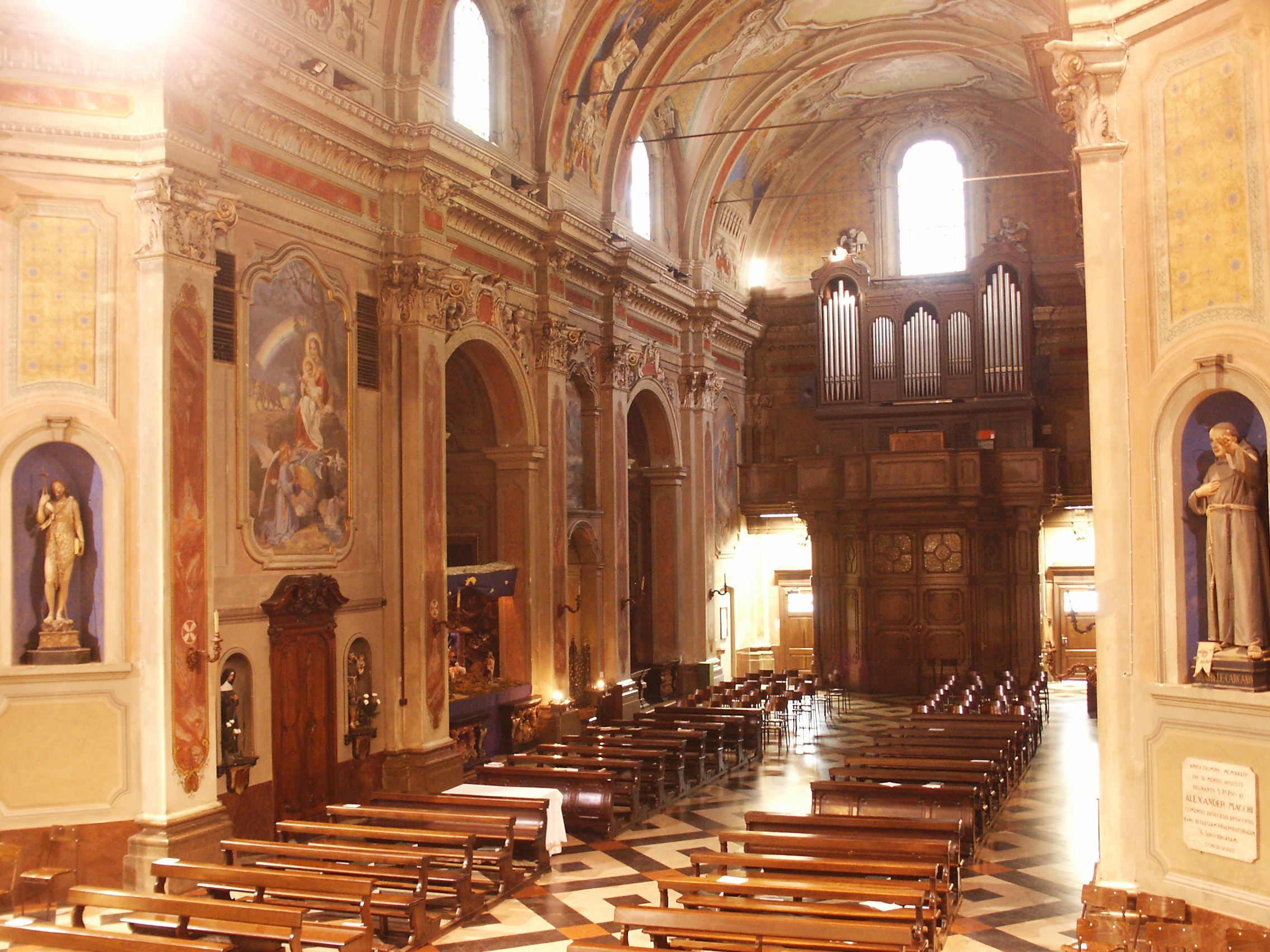
Chiesa di San Siro in Lomazzo - La navata della chiesa, vista in direzione della controfacciata

Nella metà dell'Ottocento le dimensioni della chiesa divennero insufficienti rispetto all'aumento della popolazione cittadina. Inoltre si volle far in modo che in determinati momenti solenni, la chiesa potesse contenere anche la popolazione della vicina parrocchia ambrosiana di San Vito; era infatti accaduto in varie occasioni che, a causa di impedimenti temporanei, la popolazione di San Vito dovesse radunarsi presso la chiesa di San Siro. Furono quindi predisposti differenti progetti, alcuni dei quali prevedevano l'aggiunta di navate laterali. Alla fine si optò per abbattere abside e transetto e allungare la chiesa. È per questa ragione che la chiesa di San Siro è sviluppata in lunghezza, con una navata molto lunga e particolarmente capiente.
A fine Ottocento venne avviato il programma di decorazione pittorica della chiesa; tra fine Ottocento e inizio Novecento furono ingaggiati alcuni tra i principali esponenti di arte sacra della pittura lombarda e piemontese attivi all'epoca.
Nel corso del Novecento le due comunità sussidiarie di Caslino al Piano e Manera furono smembrate da Lomazzo San Siro e divennero parrocchie autonome. A ricordo dell'antica appartenenza alla comunità Lomazzese, nella volta della navata della chiesa di San Siro sono raffigurati uno di fronte all'altro i due patroni della comunità Manerese (San Bartolomeo) e Caslinese (San Remigio - l'antico patrono).
A metà del Novecento, grazie all'interessamento della famiglia Somaini, che a Como aveva finanziato la costruzione del Tempio Voltiano, fu commissionata all'architetto Federico Frigerio la sistemazione della facciata della chiesa. Le linee barocche furono corrette in senso più neoclassico e il risultato è una facciata pulita ed elegante.
Nel Novecento, la risoluzione del problema di un unico paese diviso a metà dal confine diocesano apparve non più rimandabile. Un primo passo di distensione venne compiuto a inizio secolo; a seguito di un accordo tra la Curia di Como e quella di Milano, avvenne un passaggio di territorio fra le due parrocchie: tutti i territori a ovest della ferrovia Saronno-Como sino al confine con Cirimido, un tempo di pertinenza di San Siro, vennero ceduti alla parrocchia di San Vito, compreso il nascente villaggio operaio del cotonificio Somaini.
L'antica bipartizione del paese venne risolta definitivamente nel 1974 con il passaggio della parrocchia di san Vito alla diocesi di Como. Attualmente San Siro compone la comunità pastorale di Lomazzo insieme con la parrocchia di San Vito.

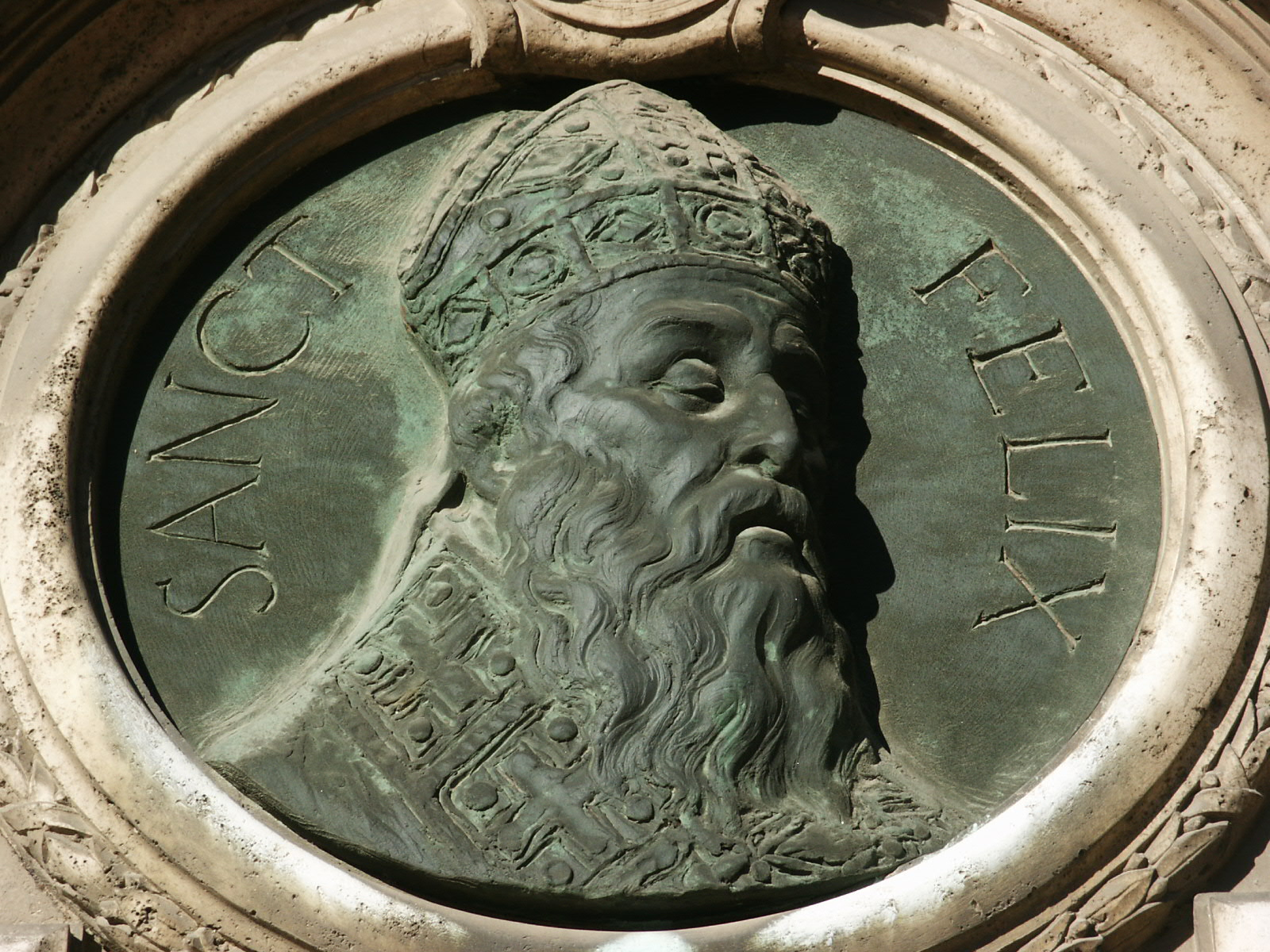
Effigie di San Felice, Vescovo e compatrono di Como
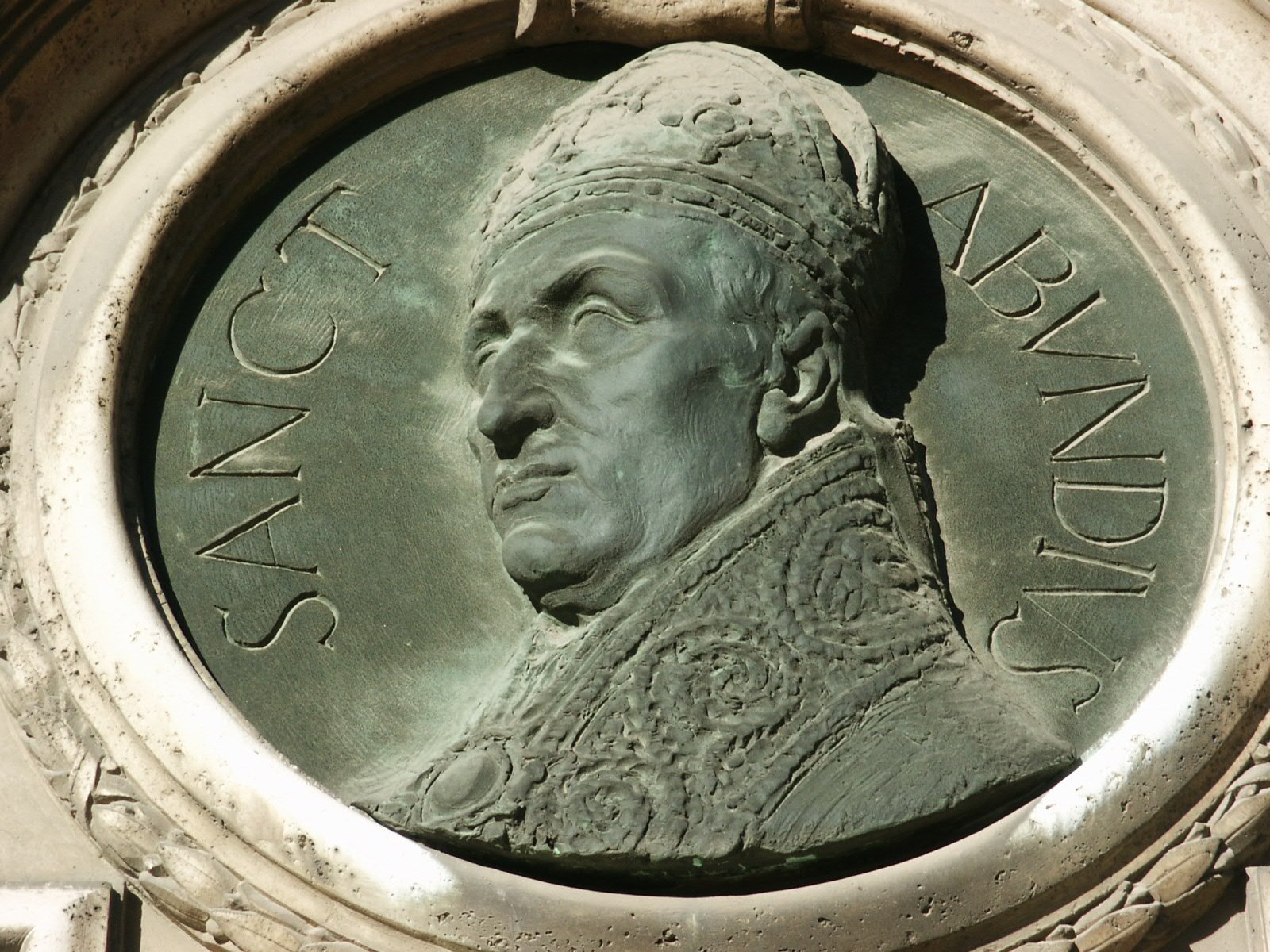
Effigie di Sant'Abbondio, Vescovo e patrono principale di Como

## Opere d'arte

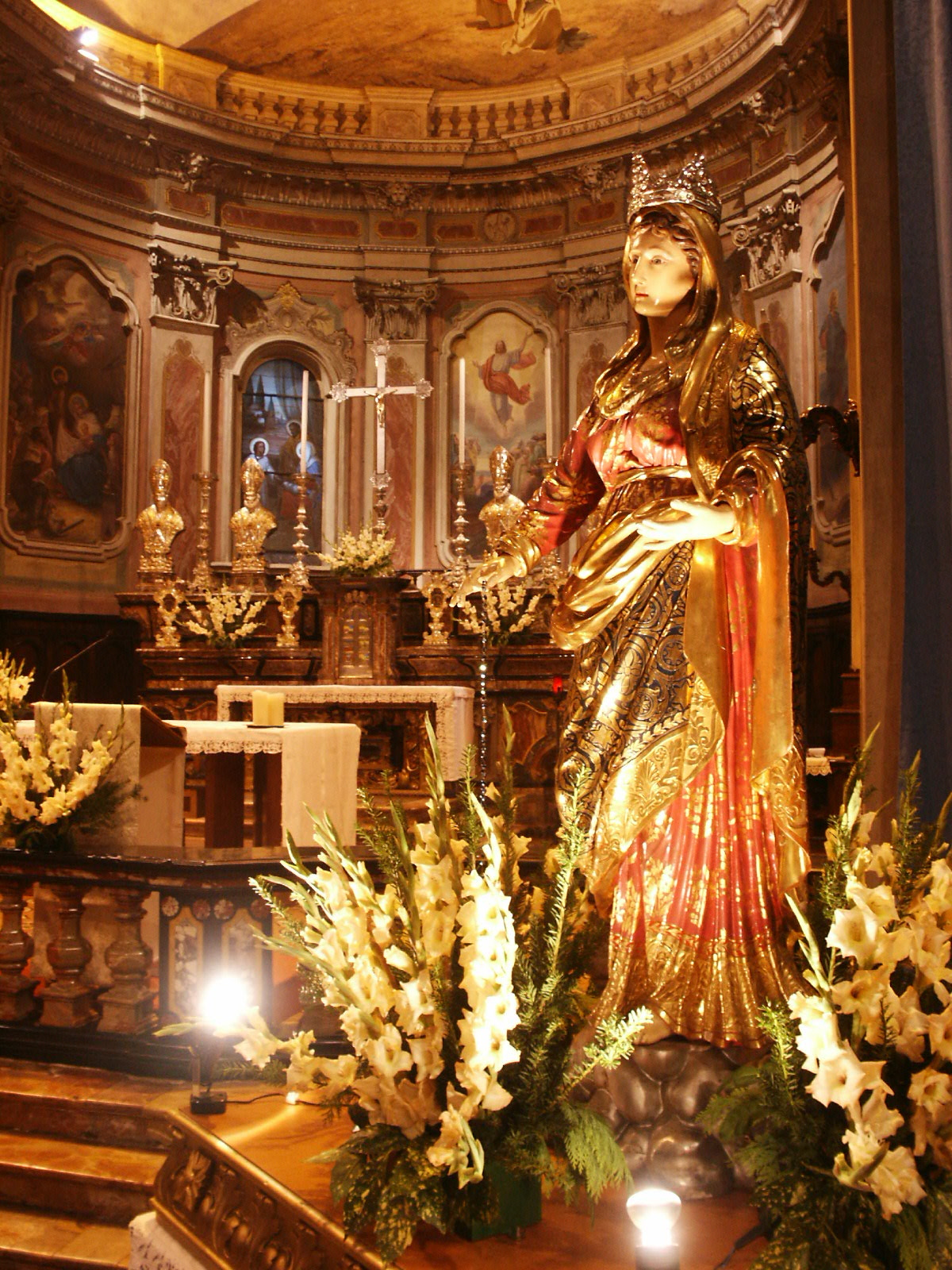
Chiesa di San Siro in Lomazzo - statua della Madonna del Rosario - sullo sfondo il presbiterio della chiesa.

La facciata della chiesa prepositurale di San Siro è opera dell'architetto comasco Federico Frigerio, realizzatore del Tempio Voltiano di Como e dei fregi della cupola del duomo di Como. I pinnacoli del timpano della chiesa di San Siro in Lomazzo sono gli analoghi di quelli posti sulla cupola del duomo di Como.
All'interno della chiesa sono presenti le decorazioni pittoriche di Roberto Fontana e di Carlo Ferrario, che decorarono le volte della navata e la cupola centrale. Gli affreschi parietali furono invece eseguiti dal pittore torinese Luigi Morgari; gli ultimi affreschi absidali tra cui la raffigurazione dell'Ascensione vennero realizzati dal pittore Annibale Ticinese.
In una delle cappelle laterali, nella cappella dei Magi è presente un pregevole dipinto attribuito alla scuola del Morazzone, mentre nella cappella invernale di S. Giuseppe, del 1629, è conservato un ciclo di tele sulla vita della Madonna, con una pala d'altare riconducibile alla scuola di Stefano Maria Legnani, detto il Legnanino.
La cappella invernale di S. Giuseppe è un piccolo gioiello barocco: tutte le decorazioni, gli stucchi, il coro ligneo dei confratelli sono infatti del XVII secolo.
Nella chiesa si venera il simulacro della Madonna del Rosario e quello del Cristo Crocifisso, con il gruppo ligneo del compianto. Alla Madonna del Rosario e al SS.mo Crocifisso sono dedicati i due altari del transetto.
Gli altri altari sono, sul lato sinistro, quelli della Conversione di San Paolo e del Sacro Cuore, mentre sul lato destro il già menzionato altare dei Magi e l'altare di San Giuseppe. In due cappelline più piccole sono ospitati il battistero e la grotta della Madonna di Lourdes.
Degne di menzione le pregevoli opere lignee della chiesa, fra cui gli imponenti confessionali in stile barocco e il grande pulpito ligneo.

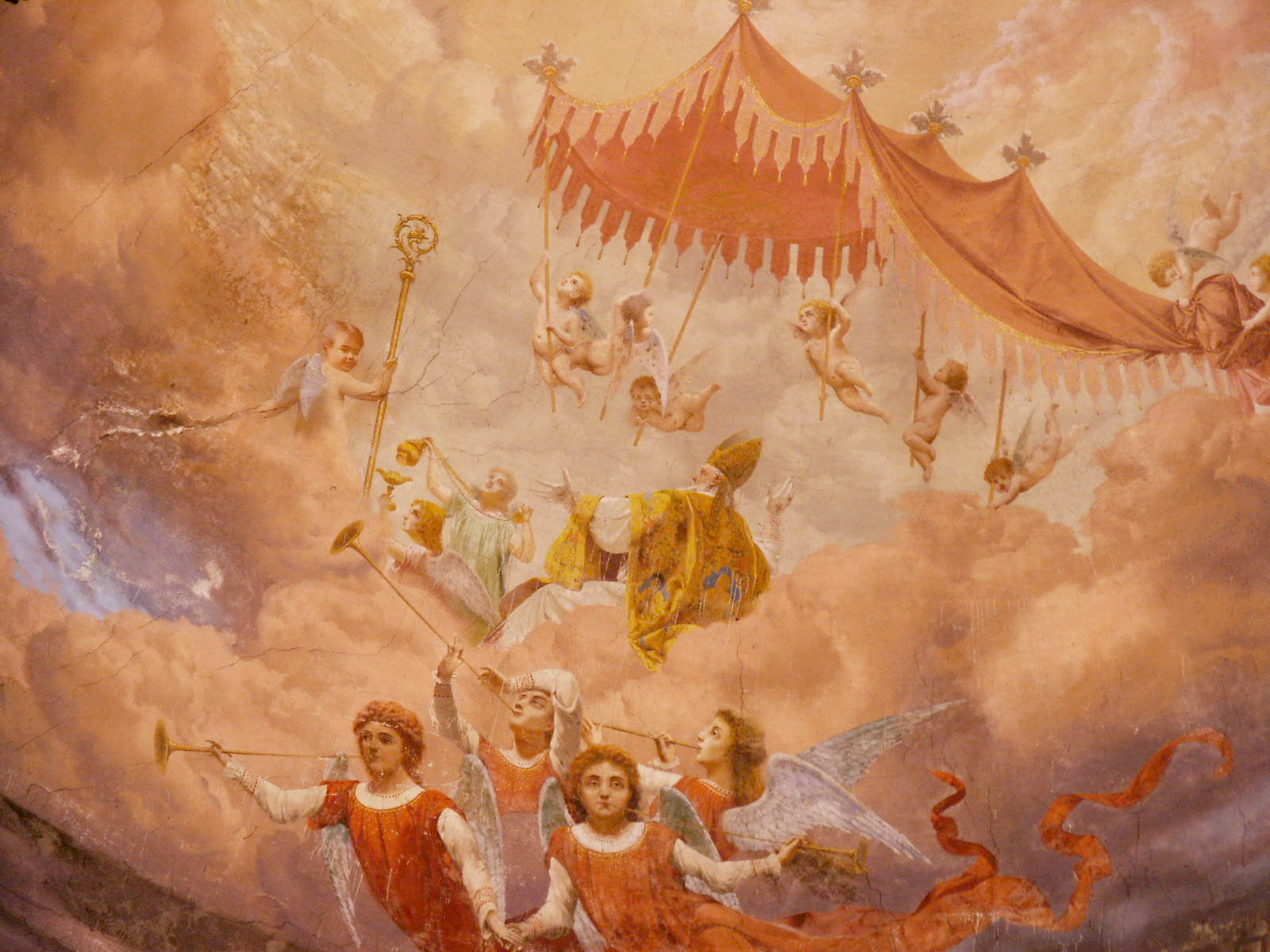
Chiesa di San Siro in Lomazzo - Affreschi della cupola - Trionfo di San Siro in paradiso, particolare
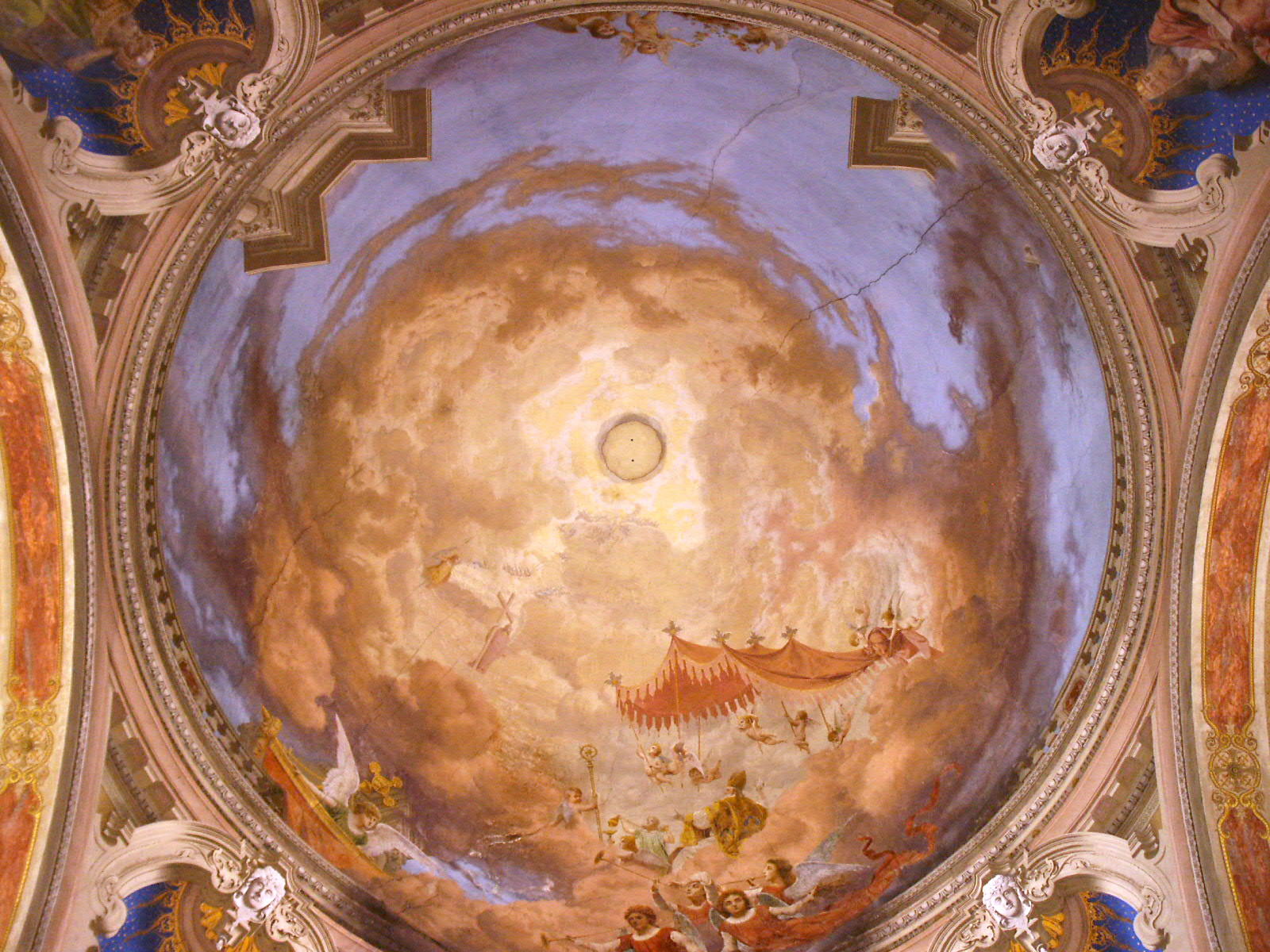
Chiesa di San Siro in Lomazzo - Affreschi della cupola - Trionfo di San Siro in paradiso
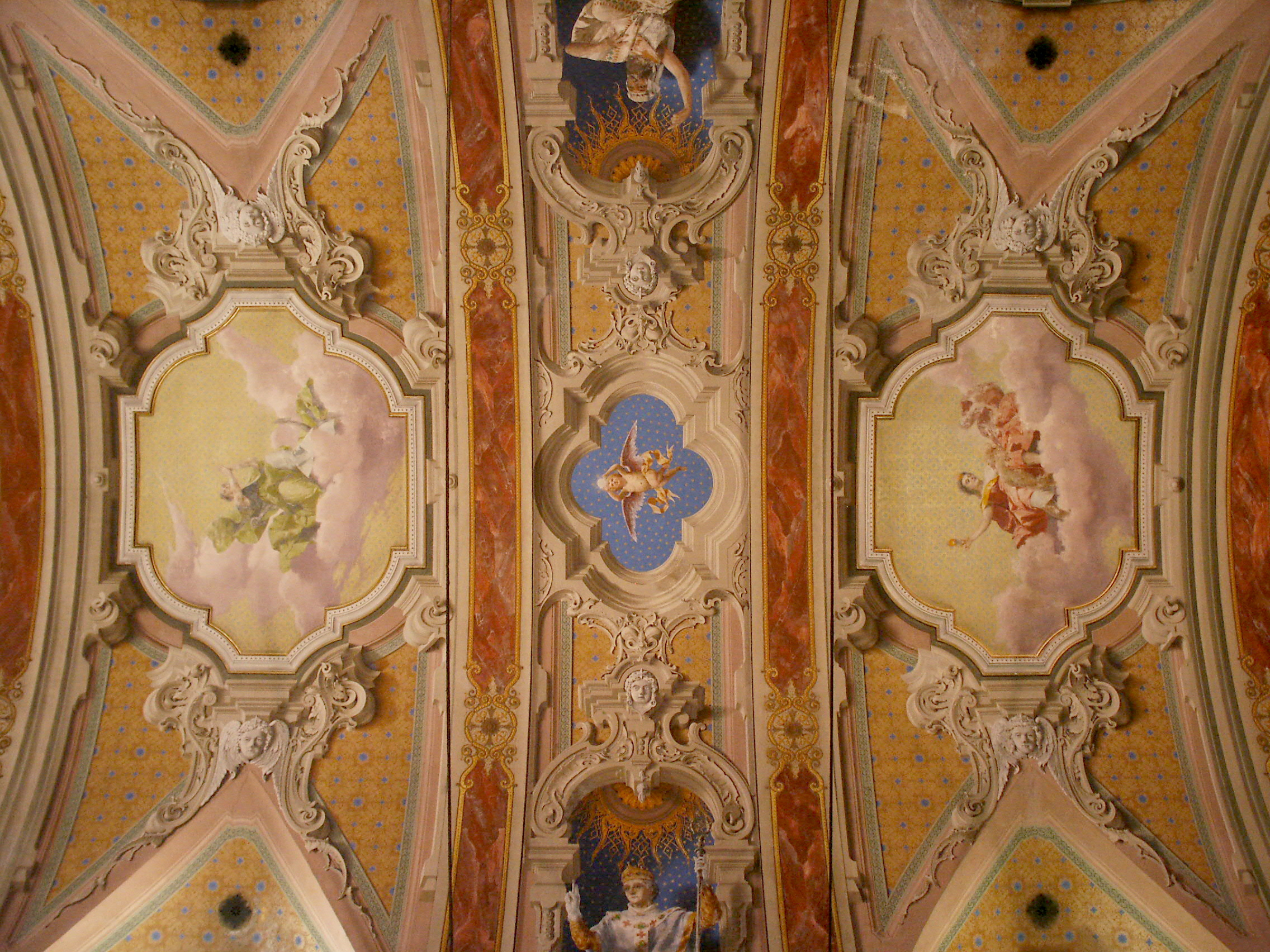
Chiesa di San Siro in Lomazzo - Affreschi della volta - le virtù teologali e al centro l'adorazione dell'Ostia eucaristica
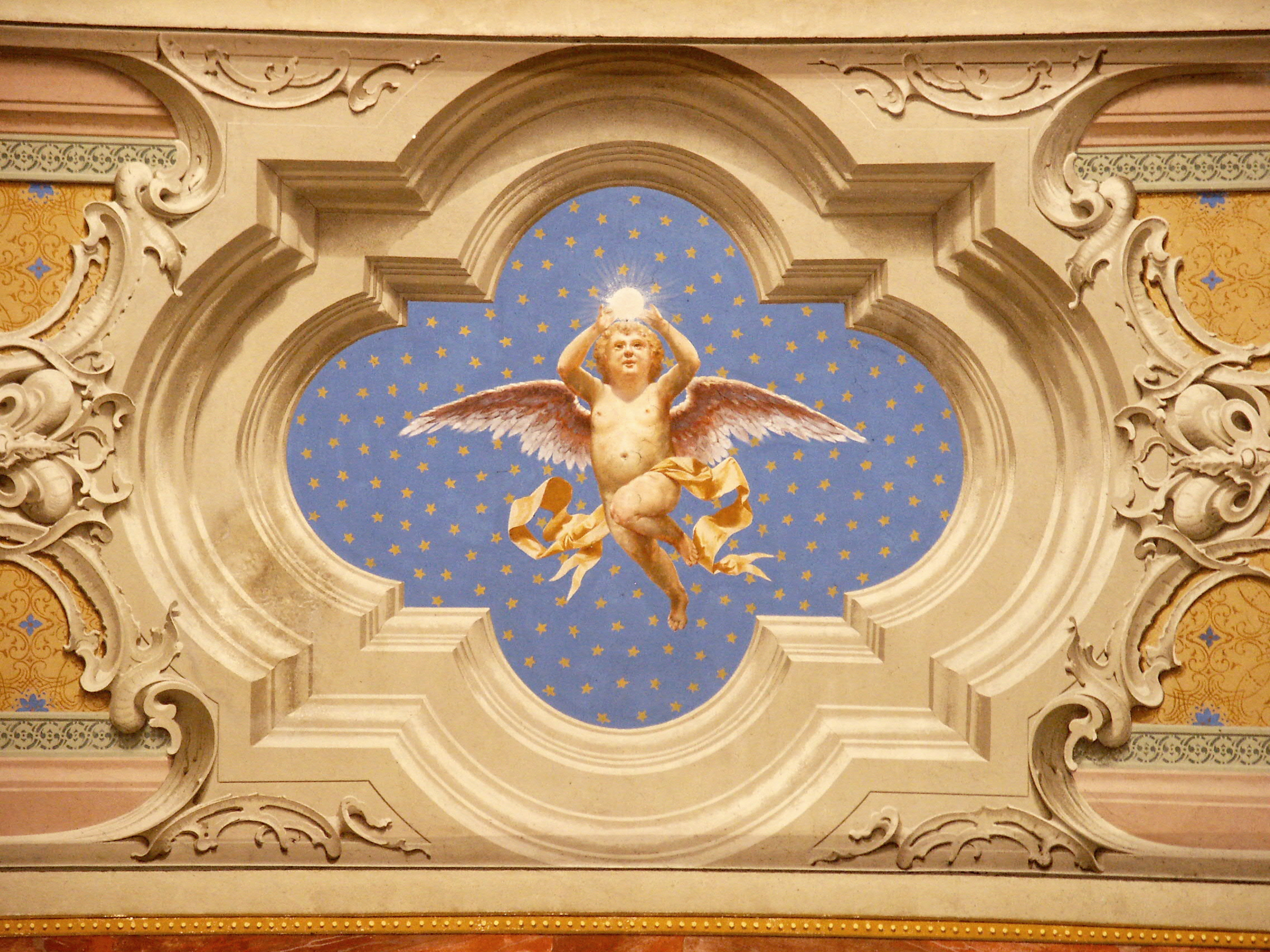
Chiesa di San Siro in Lomazzo - Affreschi della volta - Ostia eucaristica
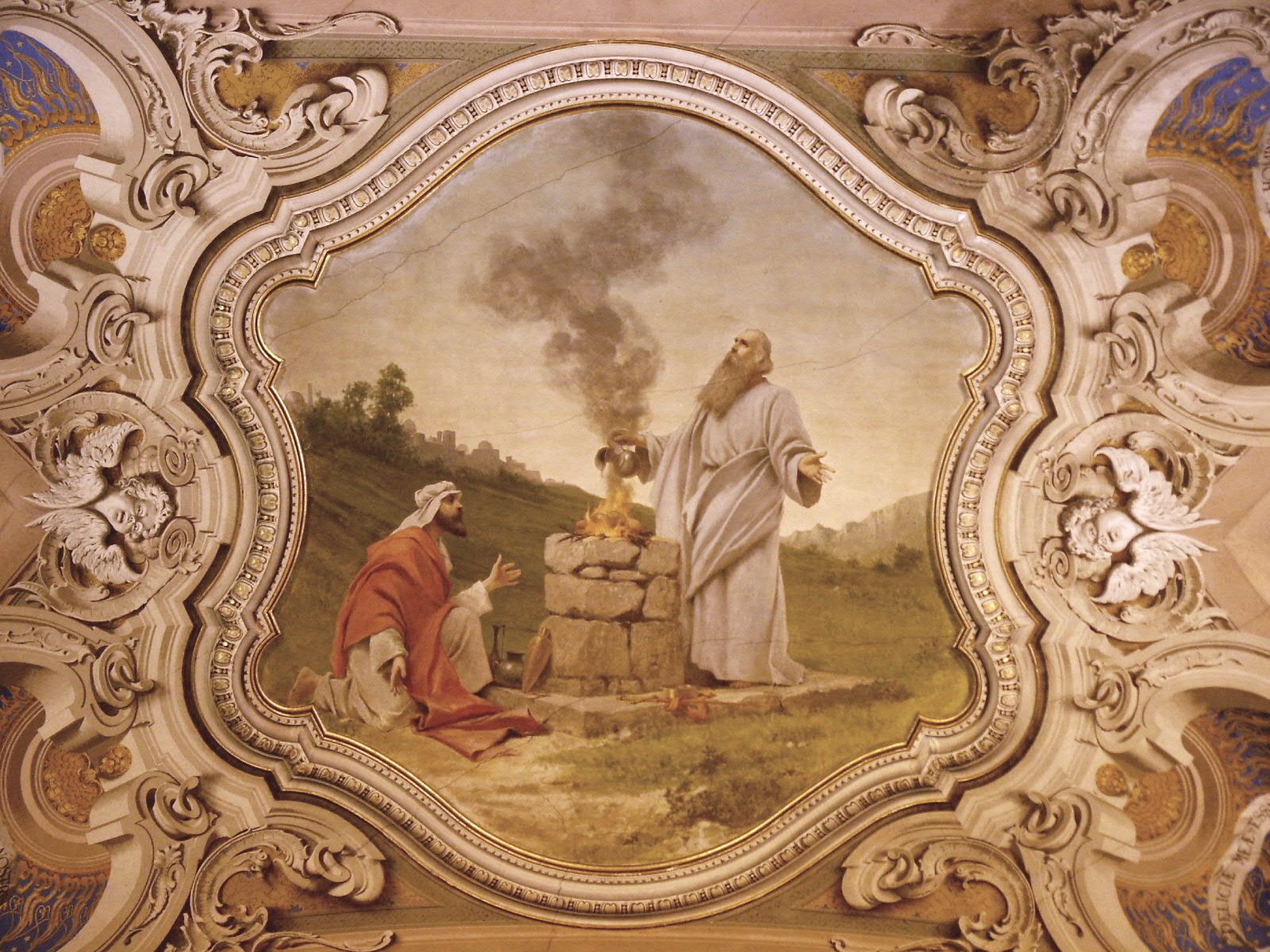
Chiesa di San Siro in Lomazzo - Affreschi della volta - Sacrificio di Melkisedek

## Il campanile

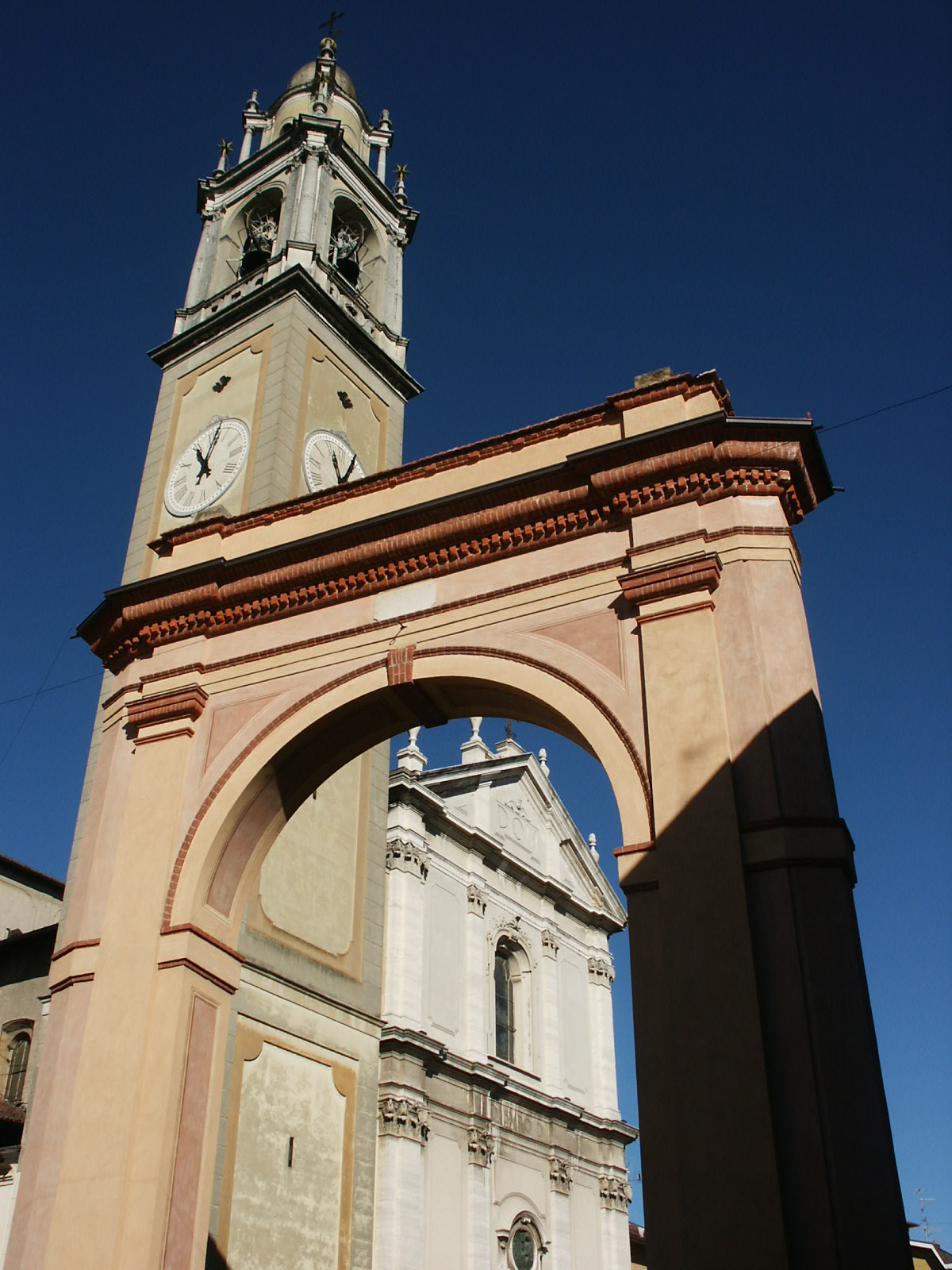
Arco della Pace di Lomazzo

Sul campanile è presente un concerto di cinque campane in Si2. La campana più grave (il campanone) è anche la più antica ed è stata fusa in Si2 da Michele Comerio in Milano nel 1830. Le tre centrali (Do#3, Re#3 e Mi3) sono state fuse dopo la Seconda guerra mondiale dalla fonderia Fratelli Barigozzi in Milano nel 1947. La più piccola (Fa#3) è stata fusa dai Fratelli Ottolina in Seregno nel 1902 e nella Seconda guerra mondiale venne risparmiata dalle requisizioni forzose per la fusione dei cannoni..

## L'organo Mascioni

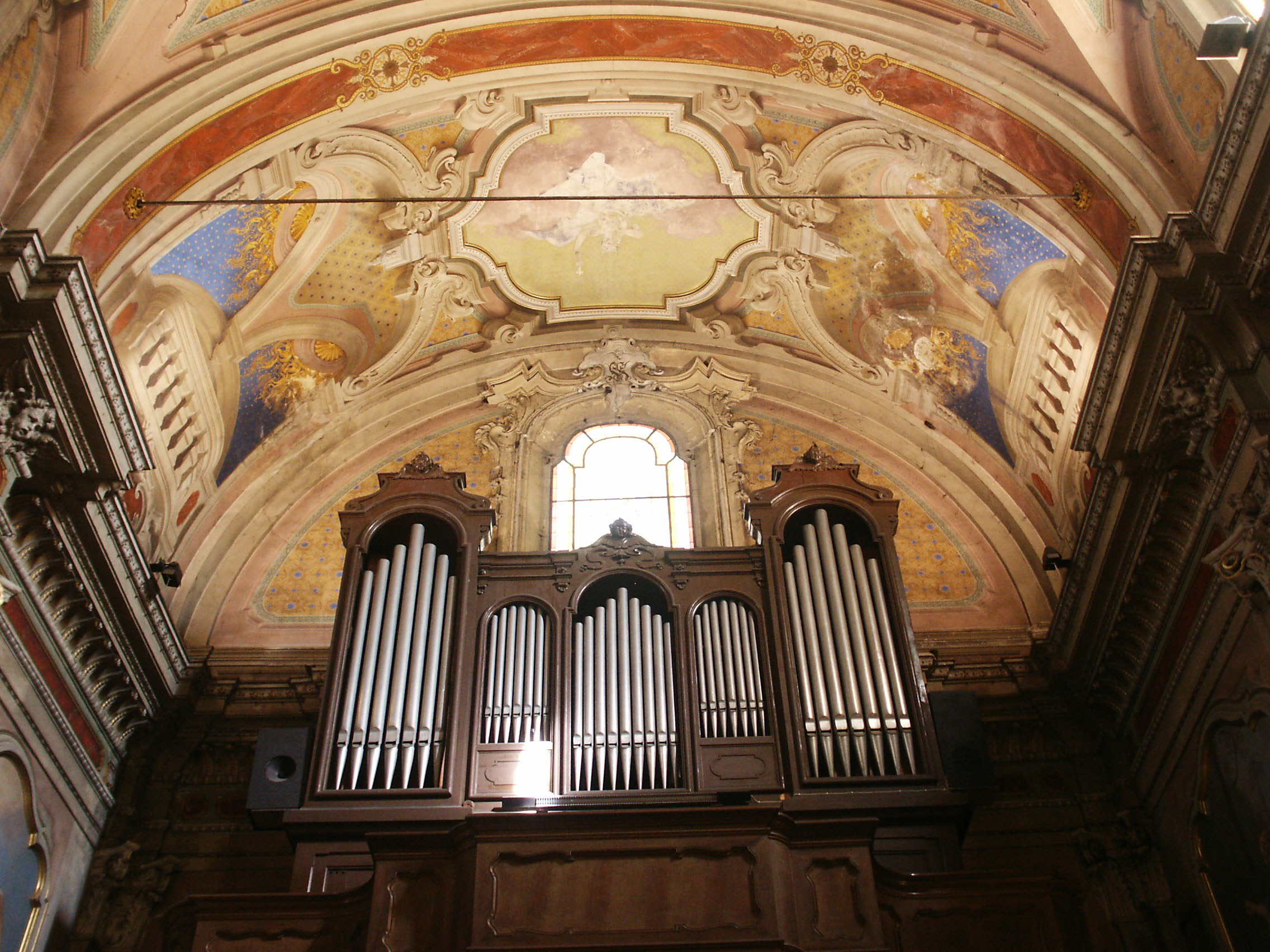
Chiesa di San Siro in Lomazzo - Controfacciata e organo Mascioni

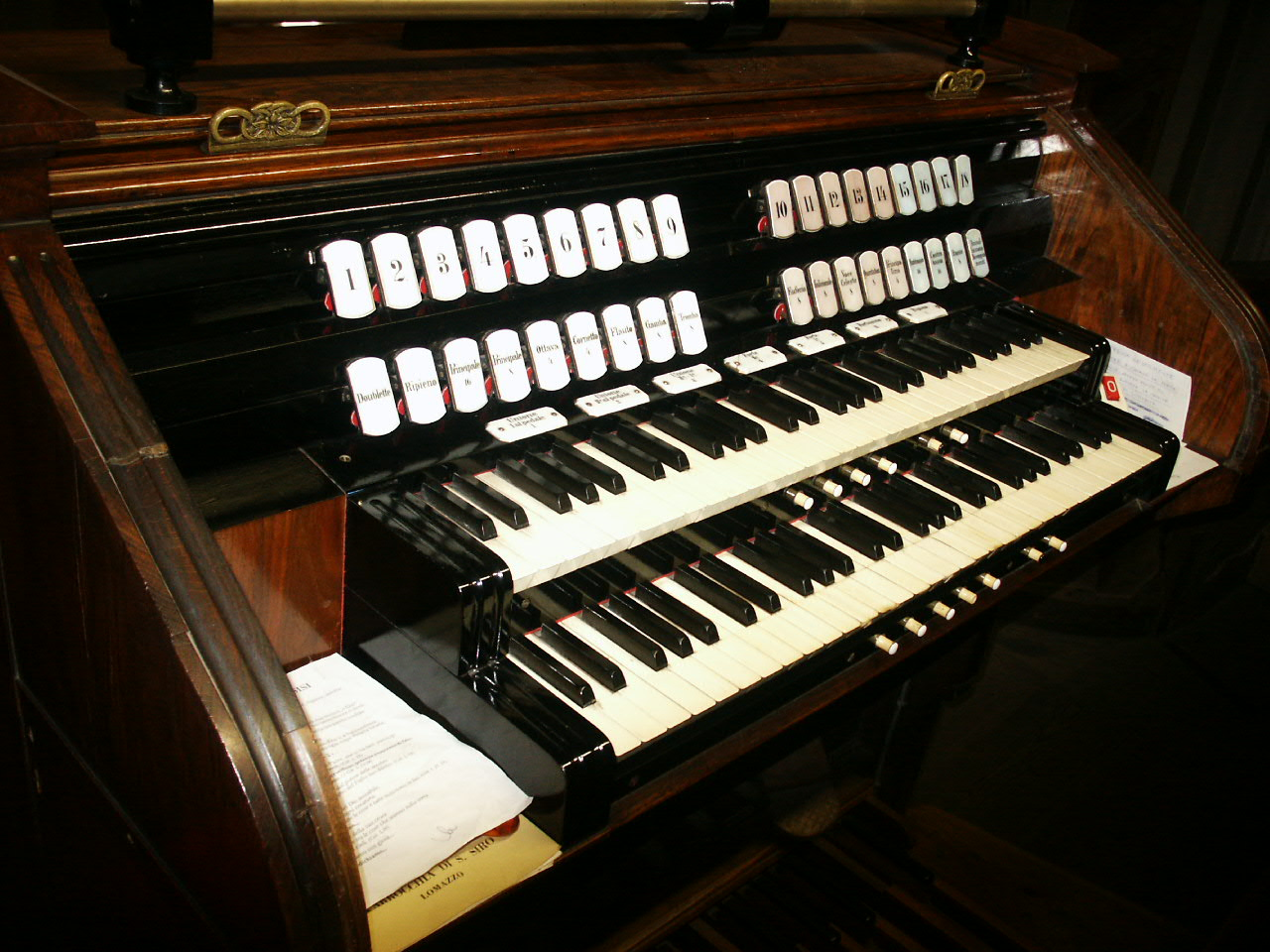
Chiesa di San Siro in Lomazzo - Organo Mascioni

Nella chiesa è presente un organo a canne della casa organaria Mascioni. Lo strumento era stato realizzato per la cappella musicale del duomo di Milano ma venne poi acquistato dalla parrocchia di Lomazzo, per interessamento del parroco don Giuseppe Bay-Rossi e dell'organista ing. Giuseppe Sanguettola.

## L'Arco della Pace
Nella piazza antistante la chiesa si eleva imponente l'architettura dell'Arco della Pace, che ricorda la Pace di Lomazzo del 1286. L'arco è oggi uno dei monumenti simbolo di Lomazzo insieme alla Torre dell'Acqua. In epoca medievale il borgo di Lomazzo era cinto da fossati e chiuso da muri perimetrali. L'arco costituiva la maggiore delle antiche porte del borgo ed è l'unica ad essere sopravvissuta, suppur attraverso rifacimenti, sino ai giorni nostri. L'arco antico esisteva da tempo immemorabile e fu riedificato nel 1875 con il contributo di tutta la popolazione riunita in comitato e con il concorso dei Lomazzesi residenti all'estero.
Fino alla metà dell'Ottocento ci si riferiva alla porta cittadina chiamandolo "il Portone" per via delle sue dimensioni imponenti. In seguito si prese a denominarlo con lo stesso nome che i milanesi danno all'arco di Luigi Cagnola, Arco della Pace, e dedicato alla pace sancita dal Congresso di Vienna. Nel cambio di denominazione traspare l'orgoglio per il paese di essere stato teatro di un evento di pacificazione, la Pace di Lomazzo che pose fine a decenni di sanguinose guerre fra le città lombarde di Como e Milano. La Pace di Lomazzo, solennemente stipulata nel Brolo della Chiesa di san Vito in Lomazzo, venne poi pubblicamente proclamata sulla pubblica via tra Lomazzo e Rovello, al confine tra le due località: un lungo rettilineo che inizia dove attualmente sorge l'Arco della Pace.

## Chiese sussidiarie
In località cascina Bissago è presente la chiesa dedicata alla Beata Vergine delle Grazie, che riprende il nome della Cascina Tre Grazie. La chiesa è proprietà privata della famiglia Iachello.

## L'oratorio «San Giovanni Bosco»

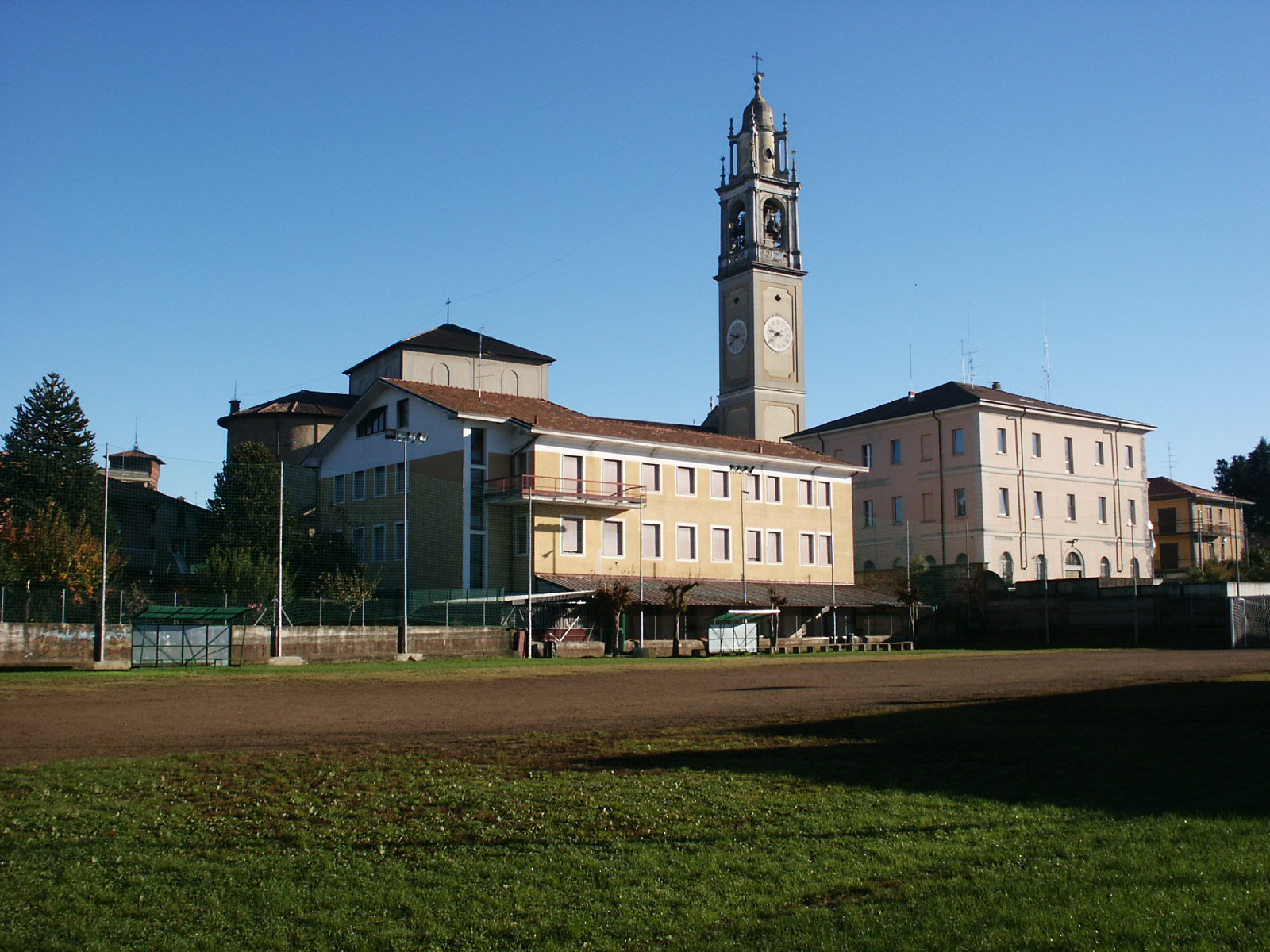
Chiesa di San Siro in Lomazzo - Oratorio

Attigue alla chiesa vi sono le strutture dell'Oratorio per i giovani.
Il primo nucleo dell'Oratorio risale agli anni Trenta, con la realizzazione del teatro San Giovanni Bosco e dell'oratorio maschile (edificio sud), che al piano superiore aveva la casa per il vicario parrocchiale; mentre al 1963 risale la costruzione dell'edificio dell'oratorio femminile (edificio centrale), denominato Casa della Giovane, che al piano superiore ospitava l'appartamento delle suore e che al piano seminterrato, posto allo stesso livello del campo sportivo, contiene un grande salone con bar, mentre le aule per la catechesi e gli incontri sono distribuite fra il piano rialzato e il secondo piano.
Col tempo vi sono stati dei cambi di destinazione, dettati dalle mutate esigenze. Presso l'edificio ex maschile (edificio sud) al piano terra è stata insediata da un lato la sede della squadra sportiva di calcio G.S. Arco, Associazione Sportiva dilettantistica che disputa il campionato C.S.I. e che contribuisce a gestire il campo sportivo; dall'altro lato è stato inaugurato il Centro di Ascolto Caritas della Bassa Comasca, che opera in collaborazione con le altre organizzazioni caritative della zona, tra cui la dispensa alimentare per i poveri gestita dai frati francescani di Cermenate. L'interno dell'ex teatro San Giovanni Bosco è utilizzato come punto di raccolta e di distribuzione degli indumenti usati dall'istituzione caritativa dell'Armadio Aperto. Le attività oratoriali sono concentrate nella ex Casa della Giovane.
Con la costituzione dell'Unità pastorale tra le parrocchie di San Siro e San Vito, l'oratorio collocato presso la chiesa di San Siro è attualmente è identificato come l'oratorio unificato di Lomazzo. In occasione della ristrutturazione degli ambienti, presso la ex Casa della Giovane è stato ricavato l'appartamento del vicario parrocchiale che segue le due parrocchie dell'Unità Pastorale.

## Tradizioni e ricorrenze
La celebrazione in forma solenne del "Perdon d'Assisi" è una delle tradizioni della chiesa di San Siro in Lomazzo e si rinnova ogni anno a inizio agosto.
Si tratta di una tradizione specificatamente Lomazzese, che si svolge derogando al calendario universale della Chiesa cattolica di rito latino.
Per antichissima consuetudine, la comunità di San Siro ha unito due festività religiose normalmente distinte, la ricorrenza del "Perdon d'Assisi" e la festività del santo Crocifisso in un'unica celebrazione.
Infatti la festa del Crocifisso, nel calendario cattolico si venera alternativamente il 3 maggio (Inventio Crucis - Ritrovamento della Croce) oppure il 14 settembre (Exaltatio Crucis - Esaltazione della Santa Croce).
Probabilmente vi è un legame con l'usanza del rito greco di celebrare all'inizio di agosto la processione con l'effige della Croce. Ancora oggi, nelle Chiese di rito greco, il 1º agosto si compie la Processione del venerabile Legno della Croce, un rito nato nella capitale bizantina per benedire la città e diffuso nel mondo bizantino. Furono forse antichi pellegrini a portare dall'oriente all'occidente, fino a noi, questa usanza dei riti orientali? Impossibile determinarlo. Fatto sta che è da tempo immemorabile che a Lomazzo San Siro si rinnova di anno in anno la tradizione di solennizzare la Festa del Crocifisso a inizio agosto.
Alla tradizione della processione con il santo Crocefisso alla prima domenica di agosto, la pietà popolare ha nel tempo abbinato la celebrazione in forma solenne del Perdono d'Assisi.
Anche in questo caso non vi sono testimonianze di un simile accostamento in uso presso altre parrocchie, e si tratta di una usanza tipicamente Lomazzese.
Né vi sono testimonianze che tengano traccia dell'epoca a cui risalga l'origine di questo abbinamento. Certamente si tratta di un'usanza molto ricca di significato: l'unione del Perdono d'Assisi alla Festa del Crocifisso sembra voler efficacemente sottolineare, attraverso l'accostamento delle due celebrazioni, il legame di fede che intercorre fra l'una e l'altra. L'aver unito la celebrazione del "Perdon d'Assisi" a quella del santo Crocifisso sembra infatti voler rimarcare che, secondo la fede, la remissione dei peccati e il perdono delle colpe non deriva dai nostri meriti, ma unicamente da un dono, dalla grazia redentrice di Gesù Crocifisso.
Un'altra tradizionale ricorrenza, celebrata in forma solenne presso la chiesa di San Siro in Lomazzo, è la festa della Madonna del Rosario, che tradizionalmente si svolge ogni anno la prima domenica di ottobre e solitamente viene celebrata nella domenica più vicina alla data del 7 ottobre.

## Persone legate alla parrocchia
- Beato Michele Carcano
- Luigi Morgari
- Federico Frigerio

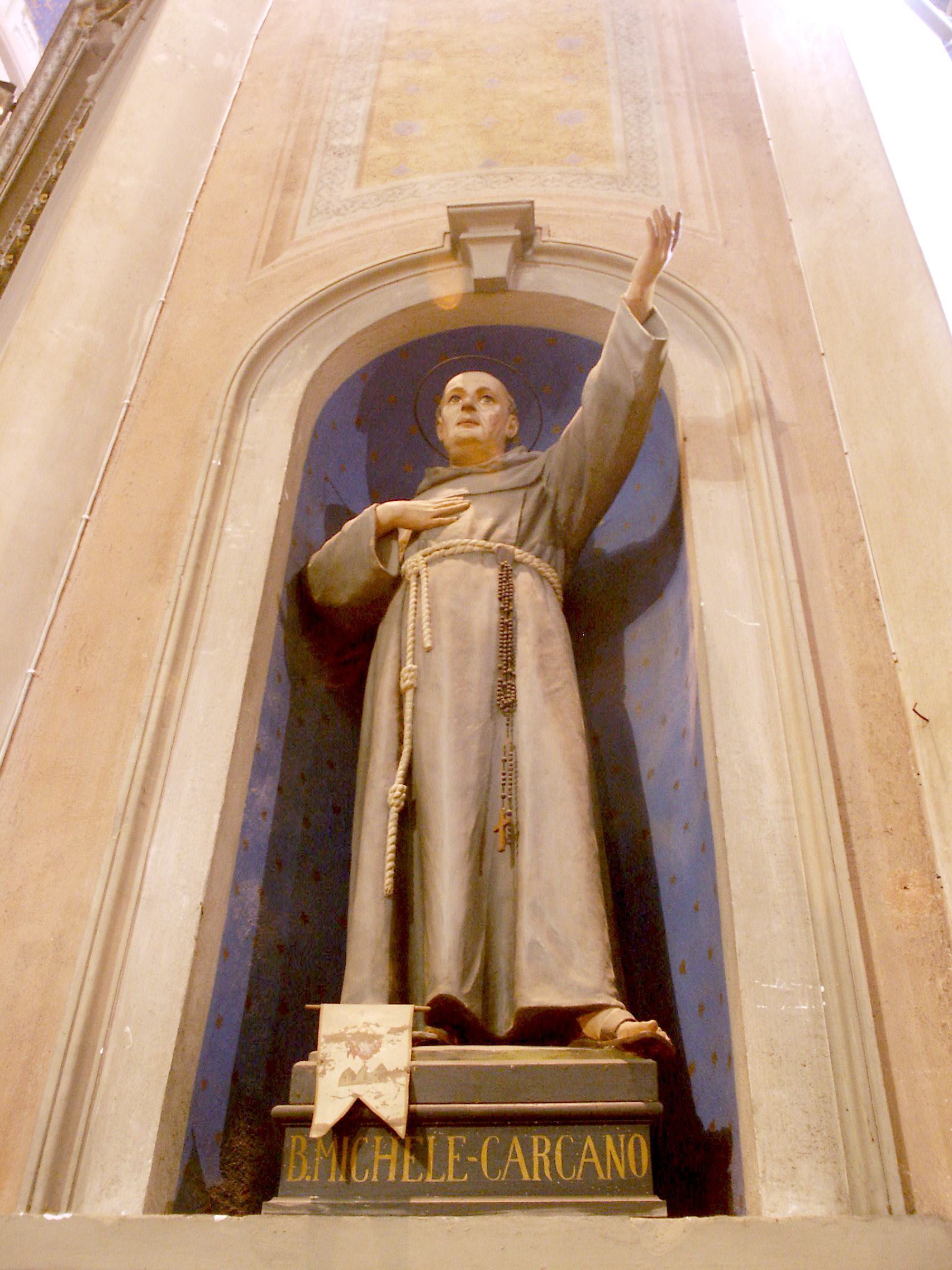
Effigie del Beato Michele Carcano conservata nella chiesa di San Siro in Lomazzo

- Stefano Maria Legnani, detto il Legnanino
- Pier Francesco Mazzucchelli, detto il Morazzone